# 52975 Cilaro
52975 Cilaro é um corpo menor do sistema solar que é classificado como um centauro. Ele possui uma magnitude absoluta de 9,4 e tem um diâmetro estimado de cerca de 58 km.

## Descoberta e nomeação
52975 Cilaro foi descoberto no dia 12 de outubro de 1998 pelo astrônomo Nichole Danzl, trabalhando com o projeto Spacewatch, em Kitt Peak. Ele recebeu seu nome em referência a Cilaro, um centauro da mitologia grega.

## Órbita
A órbita de 52975 Cilaro tem uma excentricidade de 0,377 e possui um semieixo maior de 26,196 UA. O seu periélio leva o mesmo a uma distância de 36,070 UA em relação ao Sol e seu afélio a 37,251 UA.